# Martin Latka
Martin Latka (Hluboká nad Vltavou, 28 september 1984) is een Tsjechische voetballer die in 2013/2014 uitkomt voor Fortuna Düsseldorf in de 2. Bundesliga.

## Carrière
Latka begon zijn carrière bij SK České Budějovice nabij zijn geboortestad Hluboká nad Vltavou, waarna hij in 2003 de overstap maakte naar Slavia Praag. In dienst van deze club werd hij uitgeroepen tot Tsjechisch talent van het jaar in 2005.
In januari 2006 werd hij uitgeleend aan het Engelse Birmingham City uitkomend in de Premier League, waar hij tot het einde van het seizoen 6 wedstrijden speelde. Doordat de club degradeerde keerde Latka terug naar Slavia.
In januari 2009 verkaste hij naar het Griekse Panionios waar hij in 2 seizoenen tot 45 wedstrijden wist te komen. Na deze periode keerde hij wederom terug naar Slavia Praag in 2011.
In januari 2013 maakte hij de transfer naar de Duitse Bundesliga om uit te komen voor Fortuna Düsseldorf, waar hij een contract voor anderhalf seizoen tekende. Momenteel speelt Latka met zijn club in de 2. Bundesliga nadat Fortuna als 17e was geëindigd en degradeerde.

## Interlandcarrière
Ondanks dat hij voor meerdere Tsjechische jeugdelftallen uitkwam en uitgeroepen werd tot talent van het jaar in 2005, werd hij nooit opgeroepen voor de Tsjechische selectie.
In november 2012 zou hij, op 28-jarige leeftijd, uiteindelijk toch zijn debuut maken in een vriendschappelijke wedstrijd tegen Slowakije.